# Velký Mnich
Velký Mnich je památný strom, mohutný smrk, který roste uprostřed zříceniny kaple svaté Máří Magdaleny na Malém Blaníku.

## Základní údaje
- název: Velký Mnich[1]
- výška: 37 m (2001) [1]
- obvod: 321 cm (1996)[2], 322 cm (2001) [1][3]
- věk: 240 let (podle pověsti)
- zdravotní stav: dobrý, vitální[4]

## Historie a pověsti
Podle pověsti kapli v dávných dobách obýval samotářský mnich a smrk v kapli vysadil záměrně, aby ho kryl před deštěm. V jiné verzi pověsti se poustevník v kapli usadil po jejím odsvěcení (k němuž došlo při josefínských reformách) a strom se rozhodl do hliněné podlahy vysadit, aby tam nežil sám.

## Další zajímavosti
Smrku byl věnován prostor v pořadu České televize Paměť stromů, konkrétně v dílu č. 13, Nejen duby, buky a lípy. Oba smrky ve své díle zachytil akademický malíř Jaroslav Turek.

## Památné a významné stromy v okolí

### Malý Mnich
V téže lokalitě roste ještě druhý velký smrk, i když méně mohutný. Roku 1996 dosahoval obvod jeho kmene 256 cm. Malý mnich není vyhlášen památným stromem.
- Lípy v Louňovicích
- Dub v Křížovské Lhotě
- Dub u rybníka Louňov
- Hrajovický kaštan
- Lípy v Libouni
- Alej v Louňovicích